# WNYC

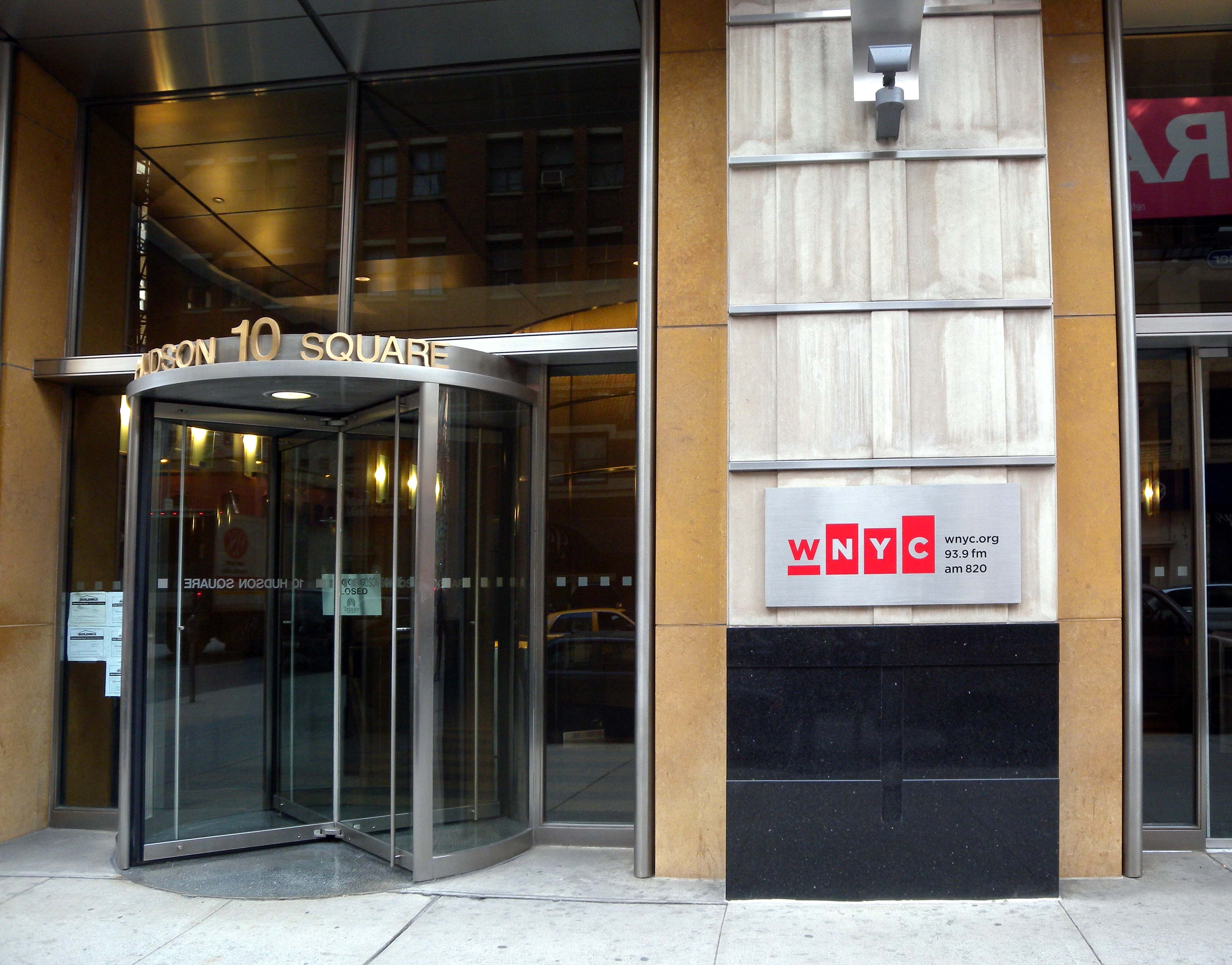

WNYC는 미국 뉴욕주 뉴욕 시를 권역으로 하는 공영 방송으로 내셔널 퍼블릭 라디오 네트워크에 가맹되어 있다.
모기업은 뉴욕 퍼블릭 라디오(New York Public Radio)로, 클래식 음악 방송인 WQXR-FM 및 WQXW, 그리고 뉴저지 퍼블릭 라디오(New Jersey Public Radio, NJPR)을 운영하고 있다.

## 채널 정보
- 중파 방송 : 주파수 820 kHz, 콜사인 WNYC, 출력 10kW(주간)-1kW(야간), 1924년 7월 8일 개국.
- FM 방송 : 주파수 93.9 MHz, 콜사인 WNYC-FM, 출력 5.2kW, 1943년 3월 13일 개국.

## 같이 보기
- 내셔널 퍼블릭 라디오